# Hahajimaöarna

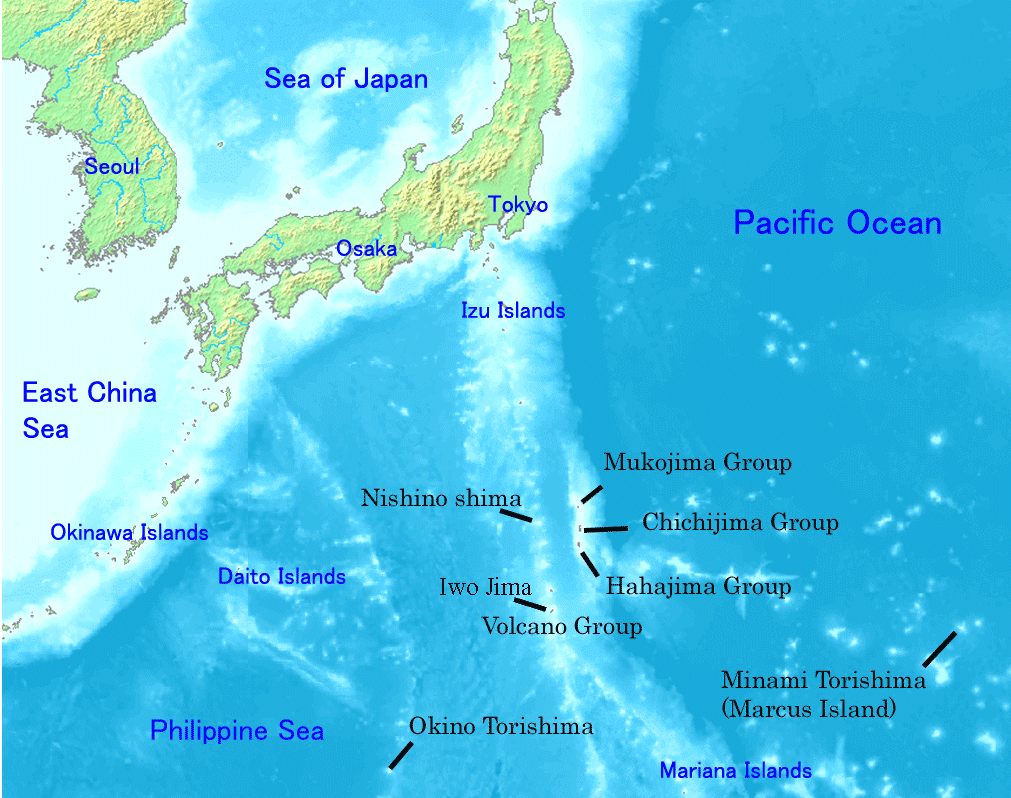
Lägeskarta

Hahajimaöarna (japanska: 母島列島?, Hahajima-rettō; tidigare Bailyöarna) är en ögrupp bland Ogasawaraöarna i nordvästra Stilla havet, som tillhör Japan.

## Geografi
Hahajimaöarna är den sydligaste och näst största ögruppen bland Ogasawaraöarna och ligger söder om Izuöarna cirka 1 200 kilometer sydöst om Honshu.
Öarna är av vulkaniskt ursprung och har en areal om cirka 27,54 km². De består av tre större öar:
- Ane-jima ("Storasysterön"), ca 1,67 km²
- Haha-jima ("Moderön"), huvudön, ca 20,80 km²
- Imōto-jima ("Lillasysterön"), ca 1,36 km²

samt småöarna
- Hira-shima, ca 0,60 km²
- Mei-jima, ca 1,13 km²
- Muko-jima, ca 1,45 km²

Den högsta höjden är berget Chibusa på, 460 m ö.h., på huvudön Haha-jima, berget Sakaigatake, 440 m ö.h., strax där intill. 
Hahajimaöarna är obebodda med undantag av Haha-jima. De är del i subprefekturen Ogasawara-shichō och tillhör förvaltningsmässigt Tokyo prefektur.

## Historia
Det är osäkert när öarna upptäcktes, de första dokumenterade japanska kontakterna skedde under Kanbunperioden, omkring år 1670. Då var öarna obebodda.
1862 införlivas området i Kejsardömet Japan.
Under andra världskriget befästes huvudön av den japanska flottan och bemannades från januari 1944 med militärpersonal efter att den bofasta befolkningen evakuerats. Öarna ockuperades sedan av USA som förvaltade öarna fram till 1968 då de återlämnades till Japan.
1972 utsågs hela området till nationalpark under namnet Ogasawara nationalpark.
2007 anmäldes Hahajimaön tillsammans med övriga Ogasawaraöarna till Unesco för att eventuellt tas upp på världsarvslistan.